# Йохан III фон Линдов-Рупин
Йохан III фон Линдов-Рупин (на немски: Johann III, Graf von Lindow-Ruppin; * ок. 1455; † 14 юни 1500) е граф на Линдов-Рупин. Родът Линдов-Рупин е странична линия на графовете фон Арнщайн.

## Биография
Той е син на граф Албрехт VIII фон Линдов-Рупин (1406 – 1460) и втората му съпруга Анна фон Силезия-Глогау-Саган († 1437), дъщеря на херцог Йохан I фон Силезия-Глогау-Саган († 1439) и Шоластика (Схоластика) от Саксония-Витенберг (1393 – 1463), дъщеря на курфюрст Рудолф III от Саксония-Витенберг († 1419). Внук е на граф Гюнтер V фон Линдов-Рупин († 1414) и Кордула фон Вернигероде († 1435). Баща му се жени трети път 1439 г. за Маргарета Померанска-Щетин († 1464).
Брат е на граф Якоб († 1499), Гебхард († сл. 1461), Кордула († 1508), омъжена 1442 г. за принц Адолф I фон Анхалт-Кьотен († 1473), и Анна фон Линдов-Рупин († 1511), омъжена 1453 г. за принц Георг I фон Анхалт-Цербст († 1474). Полубрат е на Маргарета фон Линдов-Рупин († 1485), омъжена 1466/1468 г. за херцог Албрехт VI фон Мекленбург (1438 – 1483).
Йохан III фон Линдов-Рупин умира на 14 юни 1500 г и е погребан в Нойрупин. През 1524 г. графският род фон Линдов-Рупин измира по мъжка линия. Собственостите са взети от курфюрста на Бранденбург.

## Фамилия
Първи брак: ок. 1472 г. с графиня Урсула фон Барби (* ок. 1457; † 1484), най-малката дъщеря на граф Гюнтер VI фон Барби-Мюлинген (1417 – 1493) и принцеса София фон Анхалт-Кьотен, дъщеря на княз Албрехт IV фон Анхалт-Кьотен († 1422) и графиня Елизабет фон Кверфурт († 1452). По други източници Урсула фон Барби е дъщеря от първата му съпруга графиня Катерина фон Регенщайн-Бланкенбург († 1455), дъщеря на граф Бернард IV фон Регенщайн-Бланкенбург († 1422/1423) и Агнес фон Шварцбург († 1435). Те имат един син и една дъщеря:
- Йоахим I фон Линдов-Рупин-Мьокерн (* 1474; † 14 февруари 1507), женен сл. 27 ноември 1499 г. за Маргарета фон Хонщайн († 15 октомври 1508)
- Барбара фон Линдов († сл. 1538)

Втори брак: ок. февруари 1490 г. с принцеса Анна фон Саксония-Лауенбург-Рацебург († 9 август 1504, замък Озен), дъщеря на херцог Йохан V фон Саксония-Лауенбург-Рацебург (1439 – 1507) и маркграфиня Доротея фон Бранденбург (1439 – 1519). Бракът е бездетен. Анна се омъжва втори път на 25 юни 1503 г. за граф Фридрих фон Шпигелберг-Пирмонт († 5 март 1537).